# Брякуново
Брякуново — деревня в Пестовском муниципальном районе Новгородской области. Входит в состав Богословского сельского поселения.

## География
Брякуново находится на автодороге Хвойная — Кабожа — Пестово, на высоте 129 м над уровнем моря, в 13 км к северо-западу от Пестова.

## История
О давнем заселении здешних мест свидетельствуют расположенные в 2,4 км восточнее деревни, в урочище «Городок», объекты культурного наследия регионального значения:
- городище, рубежа н. э.;
- к юго-западу от городища, селище VIII—X вв.;
- в 100 м от городища, группа сопок (2 насыпи) VIII—X вв.

В списке населённых мест Устюженского уезда Новгородской губернии за 1909 год деревня Брикуново указана как относящаяся к Охонской волости (2-го стана, 4-го земельного участка). Население деревни Брикуново, что была тогда на земле Брикуновского сельского общества — 300 жителей: мужчин — 172, женщин — 128, число жилых строений — 109; тогда в деревне была мелочная лавка и имелся хлебозапасный магазин. Затем с 10 июня 1918 года до 31 июля 1927 года в составе Устюженского уезда Череповецкой губернии, затем в составе Брякуновского сельсовета Пестовского района Череповецкого округа Ленинградской области. Население деревни Брякуново в 1928 году — 120 человек. В ноябре 1928 года Брякуновский сельсовет был присоединён к Тарасовскому. По постановлению ЦИК и СНК СССР от 23 июля 1930 года Череповецкий округ был упразднён, а район перешёл в прямое подчинение Леноблисполкому. По Указу Президиума Верховного Совета СССР от 5 июля 1944 года Пестовский район был передан из Ленинградской области во вновь образованную Новгородскую область.
Во время неудавшейся всесоюзной реформы по делению на сельские и промышленные районы и парторганизации, в соответствии с решениями ноябрьского (1962 года) пленума ЦК КПСС «о перестройке партийного руководства народным хозяйством» с 10 декабря 1962 года был образован, в числе прочих, крупный Пестовский сельский район на территории Дрегельского, Пестовского и Хвойнинского районов. Тарасовсккий сельсовет и деревня вошли в состав этого района, а 1 февраля 1963 года административный Пестовский район в числе прочих был упразднён. Пленум ЦК КПСС, состоявшийся 16 ноября 1964 года восстановил прежний принцип партийного руководства народным хозяйством, после чего Указом Верховного Совета РСФСР от 12 января 1965 года сельские районы были преобразованы вновь в административные районы и решением Новгородского облисполкома № 6 от 14 января 1965 года сельсовет и деревня вновь в составе Пестовского района. Решением Новгородского облисполкома от 29 мая 1979 года № 199 центр Тарасовского сельсовета был перенесен в деревню Москотово, а затем администрация сельсовета, стала расположена в деревне Брякуново.
С принятием закона от 6 июля 1991 года «О местном самоуправлении в РСФСР» была образована Администрация Тарасовского (Брякуновского) сельсовета (Тарасовская (Брякуновская) сельская администрация), затем Указом Президента РФ № 1617 от 9 октября 1993 года «О реформе представительных органов власти и органов местного самоуправления в Российской Федерации» деятельность Тарасовского (Брякуновского) сельского Совета была досрочно прекращена, а его полномочия переданы Администрации Тарасовского (Брякуновского) сельсовета. По результатам муниципальной реформы, с 2005 года деревня входит в состав муниципального образования — Богословское сельское поселение Пестовского муниципального района (местное самоуправление), по административно-территориальному устройству подчинена администрации Богословского сельского поселения Пестовского района. Богословское сельское поселение с административным центром в деревне Богослово было создано путём объединения территории трёх сельских администраций: Богословской, Абросовской, Брякуновской. В 2012 году Новгородская областная дума (постановлением № 50-5 ОД от 25.01.2012) постановила уведомить Правительство Российской Федерации об упразднении в числе прочих Тарасовского сельсовета Пестовского района.
До 1997 года в Брякуново действовал колхоз Рассвет, затем до 2007 года существовал спк «колхоз Рассвет».

## Население
| 2009 | 2010 |
| ---- | ---- |
| 329  | ↘279 |

## Экономика и социально-значимые объекты
МОУ «Основная общеобразовательная школа д. Брякуново», детский сад, учреждение здравоохранения — фельдшерско-акушерский пункт, учреждения культуры: культурно-досуговый центр, музей Великой Отечественной войны и библиотека.